# Tiro ai Giochi della VIII Olimpiade - Fucile a terra individuale
La competizione del fucile a terra individuale  di tiro a segno ai Giochi della VIII Olimpiade si tenne il 27 giugno 1924 al Camp de Châlons presso Mourmelon-le-Grand, Châlons-en-Champagne

## Risultati
Distanza 600 metri. 20 colpi a terra.
| Pos.    | Atleta                 | Nazione        | Punti | Spareggio |
| ------- | ---------------------- | -------------- | ----- | --------- |
| Oro     | Morris Fisher          | Stati Uniti    | 95    | 48        |
| Argento | Carl Osburn            | Stati Uniti    | 95    | 45        |
| Bronzo  | Niels Larsen           | Danimarca      | 93    |           |
| 4       | Walter Stokes          | Stati Uniti    | 92    |           |
| 5       | Ludovic Augustin       | Haiti          | 91    |           |
| 6       | Albert Courquin        | Francia        | 90    |           |
| 6       | Ludovic Valborge       | Haiti          | 90    |           |
| 8       | Hugo Johansson         | Svezia         | 88    |           |
| 9       | Alexander Martin       | Gran Bretagna  | 87    |           |
| 10      | Giuseppe Laveni        | Italia         | 86    |           |
| 10      | Émile Rumeau           | Francia        | 86    |           |
| 10      | Destin Destine         | Haiti          | 86    |           |
| 13      | Astrel Rolland         | Haiti          | 85    |           |
| 14      | Alberto Coletti Conti  | Italia         | 84    |           |
| 14      | Eric Halley            | Sudafrica      | 84    |           |
| 14      | Elemér Takács          | Ungheria       | 84    |           |
| 14      | Arthur Balbaert        | Belgio         | 84    |           |
| 14      | Olle Ericsson          | Svezia         | 84    |           |
| 19      | Constantin Tenescu     | Romania        | 83    |           |
| 19      | Mauritz Eriksson       | Svezia         | 83    |           |
| 19      | Antti Valkama          | Finlandia      | 83    |           |
| 19      | Jacques Lafortune      | Belgio         | 83    |           |
| 19      | Halvard Angaard        | Norvegia       | 83    |           |
| 24      | Lars Jørgen Madsen     | Danimarca      | 82    |           |
| 24      | Paul Van Asbroeck      | Belgio         | 82    |           |
| 24      | Anders Peter Nielsen   | Danimarca      | 82    |           |
| 24      | Dennis Fenton          | Stati Uniti    | 82    |           |
| 24      | Thomas Northcote       | Gran Bretagna  | 82    |           |
| 24      | Conrad Stucheli        | Svizzera       | 82    |           |
| 24      | Gerasimos Anagnostou   | Grecia         | 82    |           |
| 31      | Andreas Vikhos         | Grecia         | 81    |           |
| 31      | Heikki Nieminen        | Finlandia      | 81    |           |
| 31      | Jakob Reich            | Svizzera       | 81    |           |
| 34      | Henry Douglas          | Gran Bretagna  | 80    |           |
| 35      | Rezső Velez            | Ungheria       | 79    |           |
| 35      | Arnold Rösli           | Svizzera       | 79    |           |
| 35      | Josef Sucharda         | Cecoslovacchia | 79    |           |
| 35      | Jaroslav Mach          | Cecoslovacchia | 79    |           |
| 35      | Johannes Theslöf       | Finlandia      | 79    |           |
| 35      | Jacob Onsrud           | Norvegia       | 79    |           |
| 41      | Olaf Johannessen       | Norvegia       | 78    |           |
| 41      | Iōannīs Theofilakīs    | Grecia         | 78    |           |
| 41      | Conrad Adriaenssens    | Belgio         | 78    |           |
| 44      | Heikki Huttunen        | Finlandia      | 77    |           |
| 45      | Hendrik de Grijff      | Paesi Bassi    | 76    |           |
| 46      | Erik Sætter-Lassen     | Danimarca      | 75    |           |
| 46      | Robert Jelen           | Cecoslovacchia | 75    |           |
| 48      | John Stiray            | Sudafrica      | 74    |           |
| 48      | Gustaf Andersson       | Svezia         | 74    |           |
| 48      | Alexandros Theofilakīs | Grecia         | 74    |           |
| 51      | Otto Olsen             | Norvegia       | 73    |           |
| 51      | Albert Tröndle         | Svizzera       | 73    |           |
| 51      | James Trembath         | Sudafrica      | 73    |           |
| 51      | Riccardo Ticchi        | Italia         | 73    |           |
| 55      | Simion Vartolomeu      | Romania        | 70    |           |
| 55      | Sándor Prokopp         | Ungheria       | 70    |           |
| 55      | António Ferreira       | Portogallo     | 70    |           |
| 58      | Stanislaw Kowalczewski | Polonia        | 69    |           |
| 59      | David Smith            | Sudafrica      | 67    |           |
| 60      | František Cermák       | Cecoslovacchia | 66    |           |
| 60      | Marian Borzemski       | Polonia        | 66    |           |
| 62      | Dario Canas            | Portogallo     | 65    |           |
| 63      | Eugeniusz Waszkiewicz  | Polonia        | 64    |           |
| 63      | Johannes Scheuter      | Paesi Bassi    | 64    |           |
| 65      | Wladyslaw Swiatek      | Polonia        | 62    |           |
| 65      | Carel de Iongh         | Paesi Bassi    | 62    |           |
| 65      | Sem De Ranieri         | Italia         | 62    |           |
| 68      | Vasile Ghitescu        | Romania        | 57    |           |
| 69      | Francisco António Real | Portogallo     | 55    |           |
| 69      | Albert Langereis       | Paesi Bassi    | 55    |           |
| 71      | Manuel Guerra          | Portogallo     | 50    |           |
| -       | Georges Roes           | Francia        | DNF   |           |
| -       | Alexandru Vatamanu     | Romania        | DNF   |           |